# إد سالم
إد سالم (بالإنجليزية: Ed Salem)‏ هو لاعب كرة قدم أمريكية أمريكي، ولد في 28 أغسطس 1928 في توسان في الولايات المتحدة، وتوفي في 21 ديسمبر 2001 في برمنغهام في الولايات المتحدة.

## وصلات خارجية
- إد سالم على موقع مرجع كرة القدم المحترفة.كوم (الإنجليزية)
- إد سالم على موقع قاعة ألاباما للمشاهير الرياضية (مؤرشف) (الإنجليزية)